# Shane Briant
Shane Briant (Londra, 17 agosto 1946 – 26 maggio 2021) è stato un attore e scrittore britannico.

## Biografia
Briant studiò giurisprudenza al Trinity College di Dublino ma divenne un attore professionista recitando a teatro nella parte del protagonista nell'Amleto all'Eblana Theatre di Dublino. Deve la sua notorietà ai ruoli interpretati in gioventù in pellicole prodotte dalla Hammer Films come Rose rosse per il demonio (Demons of the Mind), 4 farfalle per un assassino (Straight on Till Morning), Capitan Kronos - Cacciatore di vampiri (Captain Kronos - Vampire Hunter) e Frankenstein e il mostro dell'inferno (Frankenstein and the Monster from Hell). Recitò anche in produzioni australiane e neozelandesi, insieme alla moglie Wendy.
Alla professione di attore, affiancò anche quella di scrittore. Pubblicò sette romanzi in Australia e uno negli Stati Uniti d'America. In Australia: The Webber Agenda (1994), The Chasen Catalyst (1995), Hitkids (1999), Bite of the Lotus (2001), Graphic (2005), Worst Nightmares e The Dreamhealer (2005), e negli Stati Uniti: Worst Nightmares (2009). 
Malato da tempo, è morto il 26 maggio 2021.

## Filmografia
- Il Barone Rosso (Von Richthofen and Brown), regia di Roger Corman (1971)
- 4 farfalle per un assassino (Straight On till Morning), regia di Peter Collinson (1972)
- Rose rosse per il demonio (Demons of the Mind), regia di Peter Sykes (1972)
- Storia della marchesa De Sade (The Picture of Dorian Gray), regia di Glenn Jordan (1973) - film TV
- L'agente speciale Mackintosh (The Mackintosh Man), regia di John Huston (1973)
- Capitan Kronos - Cacciatore di vampiri (Captain Kronos - Vampire Hunter), regia di Brian Clemens (1974)
- Frankenstein e il mostro dell'inferno (Frankenstein and the Monster from Hell), regia di Terence Fisher (1974)
- Il funzionario nudo (The Naked Civil Servant), regia di Jack Gold (1975) - film TV
- La spada di Hok (Hawk the Slayer), regia di Terry Marcel (1980)
- L'amante di Lady Chatterley (Lady Chatterley's Lover), regia di Just Jaeckin (1981)
- Run Chrissie Run!, regia di Chris Langman (1984)
- Constance, regia di Bruce Morrison (1984)
- Chi ha incastrato Judd e Casey? (Shaker Run), regia di Bruce Morrison (1985)
- Comrades - Uomini liberi (Comrades), regia di Bill Douglas (1986)
- Cassandra, regia di Colin Eggleston (1987)
- The Lighthorsemen - Attacco nel deserto (The Lighthorsemen), regia di Simon Wincer (1987)
- Nancy Wake, regia di Pino Amenta (1987) - miniserie
- Cronaca nera (Grievous Bodily Harm), regia di Mark Joffe (1988)
- Out of the Body, regia di Brian Trenchard-Smith (1989)
- L'eredità di Miss Richards (Minnamurra), regia di Ian Barry (1989)
- L'ultimo carico d'oro (Till There Was You), regia di John Seale (1991)
- Alla fine del tunnel (Tunnel Vision), regia di Clive Fleury (1995)
- Subterano, regia di Esben Storm (2003)
- Liquid Bridge, regia di Phillip Avalon (2003)
- The Children of Huang Shi, regia di Roger Spottiswoode (2008)
- Serangoon Road (2013) - serie TV (7 episodi)
- The Lovers, regia di Roland Joffé (2013)
- Gallipoli (2015) - serie TV
- Sherlock Holmes vs. Frankenstein, regia di Gautier Cazenave (2019)